# Brobergen
Brobergen (plattdeutsch Brobargen) ist eine Ortschaft an der Oste im Landkreis Stade in Niedersachsen.
Sie ist Bestandteil der Gemeinde Kranenburg sowie seit 1. Januar 2014 der Samtgemeinde Oldendorf-Himmelpforten nach dem Zusammenschluss der Samtgemeinden Oldendorf und Himmelpforten.
Der Ort liegt rechts der Oste, doch ein Teil der Gemarkung mit den „Hollander Höfen“ (meist Höben genannt) liegt links der Oste, was, abgesehen von der durch den Bau des Oste-Sperrwerks neuentstandenen Osteinsel, das einzige bewohnte, linksseitig der Oste gelegene Gebiet des Landkreises Stade ist.

## Geographie

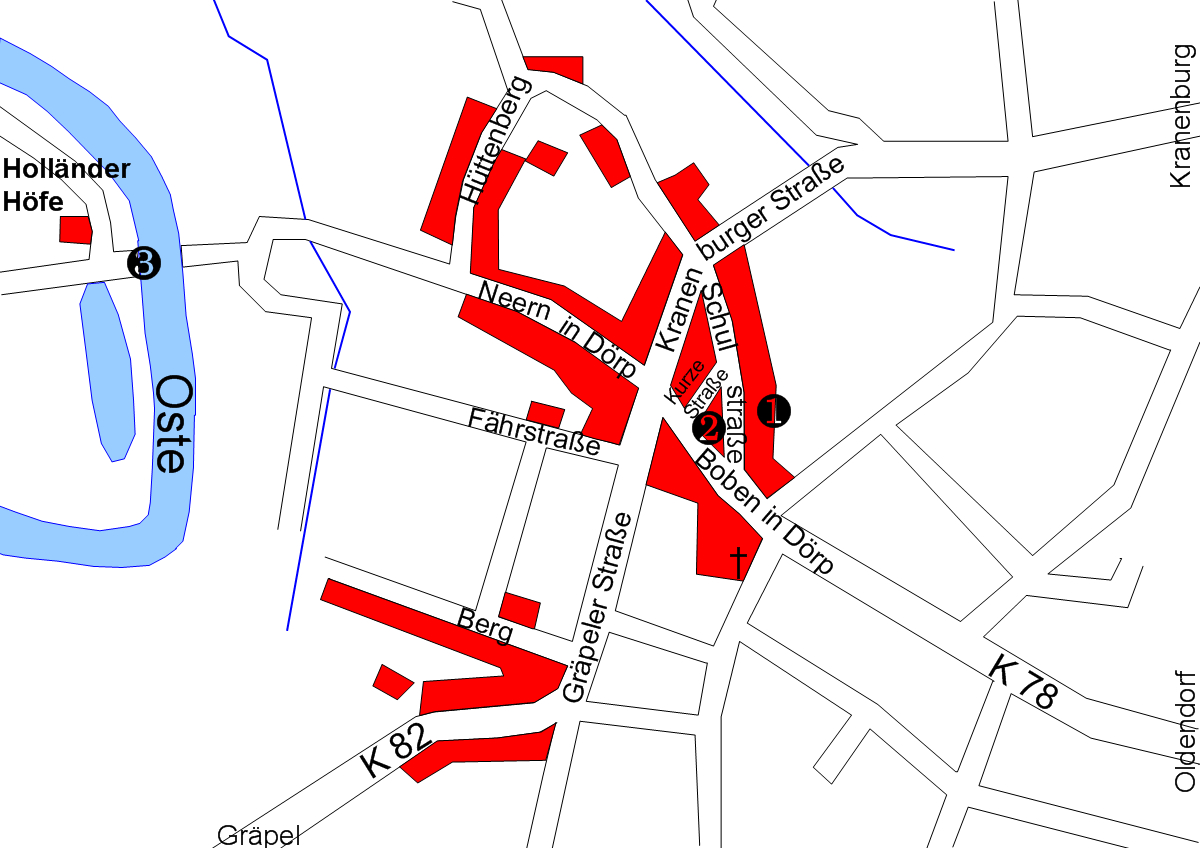
Plan von Brobergen
❶ zeigt das Dorfgemeinschaftshaus oder Sport- und Kulturzentrum
❷ zeigt die Freiwillige Feuerwehr
❸ zeigt die Fähre über die Oste
† zeigt die Friedhofskapelle

Brobergen liegt am Marschrand in der Osteniederung, die Mehe mündet hier als linksseitiger Nebenfluss in die Oste. Durch Brobergen führt die 2004 eröffnete Deutsche Fährstraße von Bremervörde Richtung Kiel, die auf 250 Kilometern Gewässerquerungen aller Art verbindet, sowie die Niedersächsische Milchstraße, ein Radwanderweg zum Thema Milch, der eine Reihe von Milchviehbetrieben im Landkreis Stade verbindet.
Zu Brobergen gehören die Wohnplätze Brobergen, Berg, Hollander Höfe und Hüttenberg.
Benachbarte Orte sind Kranenburg im Norden, Oldendorf im Osten, Estorf im Südosten, Gräpel im Südwesten, Ostendorf im Landkreis Rotenburg (Wümme) im Osten und Nindorf im Landkreis Cuxhaven im Nordwesten.

## Geschichte

### Vorgeschichte
Bereits früh gab es hier am Geestrand menschliche Siedlungen, wovon unter anderem das Hügelgrab auf dem Franzosenbarg und weitere Hügelgräber in der Umgebung zeugen.

### Entstehung
Brobergen wurde 1286 als Brocberge erstmals erwähnt. Der Ortsname entstand aus einem niederdeutschen Flurnamen, der die Berge im Brook, also im Bruch, bezeichnet, wobei Berge im ebenen Land eher als flache Hügel zu verstehen sind. Dieser Flurname ist bereits um einiges älter als der heutige Ort und bezog sich ursprünglich auf den ganzen Abschnitt die Oste entlang von Gräpel bis Burweg.
1141 wird in einer Urkunde des Stader Grafen Rudolf erwähnt, dass die drei Brüder Dudo, Adiko und Ricbert das Marienkloster in Stade gründeten und daraufhin einer von den dreien Brobergen als Lehen erhielt. Damals war noch die ganze Gegend gemeint, doch schon 1286 nennt sich einer ihrer Nachfahren Otto de Brocberge, der seinen Sitz auf einer wahrscheinlich um 1270 entstandenen Burg, der borch to brogberghen, hatte. Im Gebiet der Burg hatte es bereits früher eine andere Burg, die Müggenburg, gegeben, von der heute aber keine gesicherten Informationen außer ihrer Existenz vorliegen. Zu dieser Zeit existierten im Umfeld der Burg einige Wohnstätten, die nun erstmals als Brobergen bezeichnet werden können.

### Weitere Geschichte

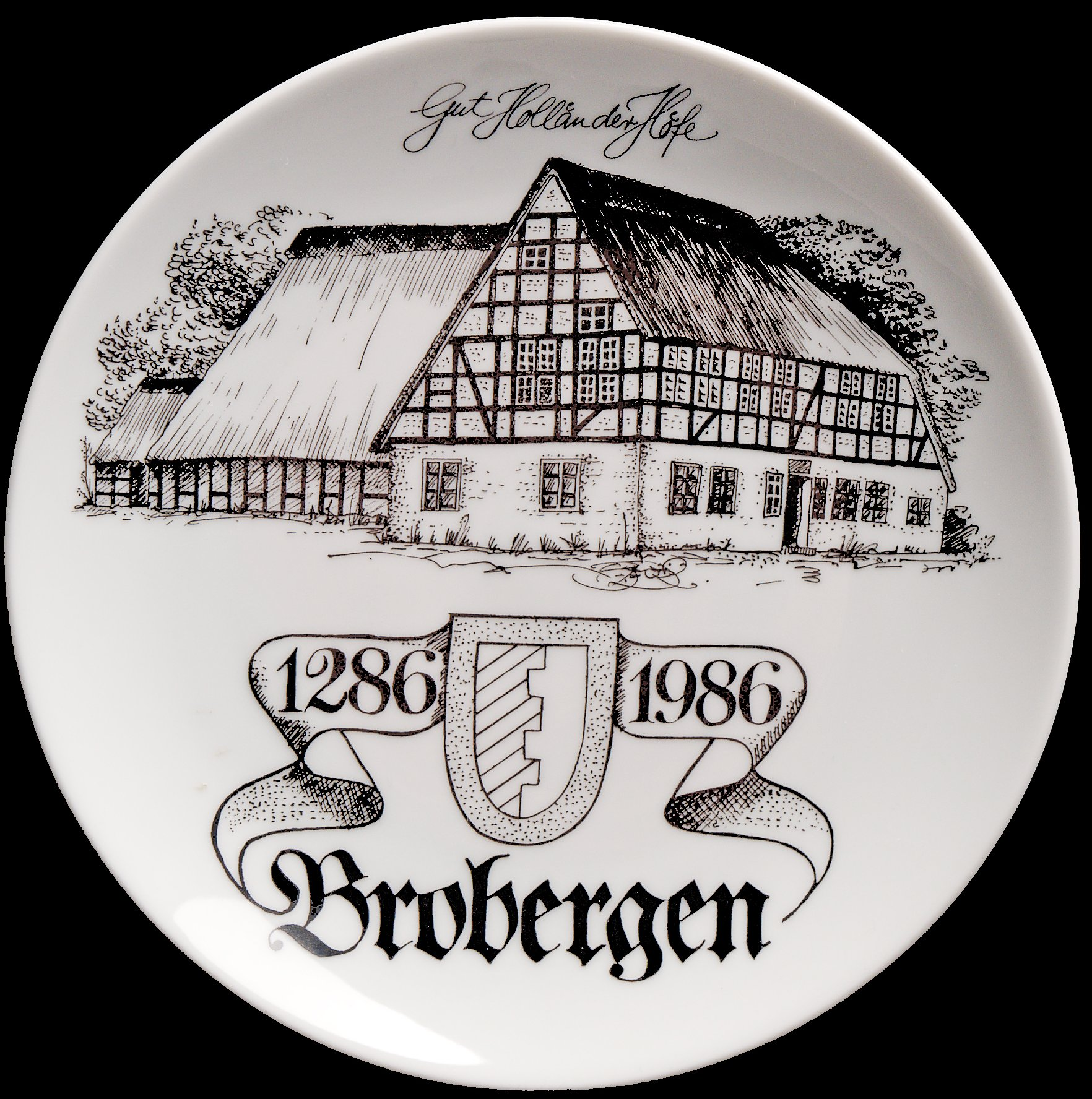
Gedenkteller zur 700-Jahr-Feier Brobergens, der das Gutshaus Hollander Höfe darstellt

Im Jahre 1364 wird erstmals erwähnt, dass in Brobergen eine Kapelle bestand. 1525 wird in einer Gerichtsakte erwähnt, dass für einige Zeit ein Roland in Brobergen bestanden haben soll: Ist allda ufm Damm für wenig jaren ein geschnitztes Bilde gestanden, das man Rolandt geheißen, welches Leute noch gedenken können.
Das Adelsgeschlecht der von Brobergen war auf dem Gut Hollander Höfe ansässig, bis es 1618 keinen Nachfolger mehr gab, so dass die Erbfolge einbrach und das Gut verkauft wurde.
Bis zum Dreißigjährigen Krieg hat bei Brobergen eine Zugbrücke über die Oste bestanden. Sie soll etwa 1628 von tillyschen Truppen niedergebrannt worden sein, um einem Angriff der Dänen vorzubeugen. Kurz darauf wird erstmals eine Prahmfähre betrieben, um die jenseits der Oste gelegenen Feldmarken zu erreichen.
Das Besitzrecht an dem Ort wanderte in der folgenden Zeit durch mehrere Hände, zumeist Kaufleute aus Hamburg, bis es 1837 von den einheimischen Bauern freigekauft und aufgeteilt wird.
Im 19. und Anfang des 20. Jahrhunderts gab es zahlreiche Ziegeleien an der Oste, die aus dem Kleiboden an der Oste Ziegel brannten. Insbesondere der große Hamburger Stadtbrand 1842 ließ diese Ziegeleien für lange Zeit florieren.
Im Zweiten Weltkrieg wurden im Herbst 1944 von britischen Bombern Brandbomben, die man in Hamburg nicht platzieren konnte, über Brobergen abgeworfen, wodurch drei Häuser in Flammen aufgingen.
Das Gutshaus „Hollander Höfe“ bei der Fährstelle bestand bis 1941, wurde dann aber wegen Baufälligkeit niedergerissen. 1956 entstand an gleicher Stelle der „Fährkrug“, der Gaststätte und Wohnplatz des Fährmann ist.

### Religion
Brobergen ist evangelisch-lutherisch geprägt und gehört zur Kirchengemeinde Oldendorf. Es besteht ein eigener Friedhof am Ortseingang Richtung Oldendorf, zu dem auch eine Friedhofskapelle gehört, die gelegentlich auch für reguläre Gottesdienste genutzt wird.

### Eingemeindung
Am 1. Juli 1972 wurde Brobergen im Zuge der Gemeindereform in die Nachbargemeinde Kranenburg eingegliedert.

### Einwohnerentwicklung
1766 sind in Brobergen 17 Feuerstellen (also Wohnhäuser) vorhanden.
- 1885: 224 Einwohner
- 1905: 271 Einwohner
- 1961: 266 Einwohner[1]
- 1970: 229 Einwohner[1]
- 2003: 226 Einwohner

### Bürgermeister
Die Bürgermeister der Gemeinde Brobergen bis zur Zusammenlegung mit der Gemeinde Kranenburg 1972 waren:
| Zeit      | Bürgermeister        |
| --------- | -------------------- |
| 1873–1890 | Hinrich Buck         |
| 1890–1910 | Johann Schult        |
| 1910–1911 | Dietrich Waller      |
| 1911–1914 | Andreas Schult       |
| 1914–1916 | Jürgen Elfers        |
| 1916–1922 | Theodor Buck         |
| 1922–1933 | Hinrich Ney (senior) |
| 1933–1943 | Hinrich Ney (junior) |
| 1943–1946 | Hermann Buck         |
| 1946–1956 | Jürgen Steffens      |
| 1956–1964 | Hinrich Buck         |
| 1964–1972 | Helmut Hudaff        |

### Wappen

Wappen Brobergens

Das Broberger Wappen ist vorne rot, hinten silber durch Zinnenschnitt gespalten (für wappenkundliche Fachbegriffe, siehe Heraldik). Die Gemeinde Brobergen führte es seit dem 31. März 1948 in Gebietsnachfolge des früheren Adelsgeschlechtes von Brobergen. Nach der Eingemeindung nach Kranenburg erscheint das Broberger Wappen seit 1983 auch vorne unten im Gemeindewappen.

## Kultur und Sehenswürdigkeiten

### Tourismus
In Brobergen verkehrt die Ostefähre Brobergen über die Oste, die Teil der Deutschen Fährstraße ist. Bei der Fährstelle liegt die Gaststätte „Fährkrug“. Gaststätte und Fähre sind besonders bei Radtouristen auf Touren entlang der Oste beliebt.

### Vereinswesen

#### Feuerwehr
Nach Beschluss des Gemeinderates vom 29. September 1901 wurde am 31. Januar 1902 die Freiwillige Feuerwehr mit 24 Gründungsmitgliedern gegründet. Am 13. März vom Landrat genehmigt, wurde die Feuerwehr im April mit Uniformen ausgerüstet. Im Mai wurde dann eine pferdegezogene 300-Liter-Wagenspritze der Firma Louis Tidow aus Hannover gekauft und bald auch ein Feuerwehrhaus mit Löschwasserteich auf demselben Grundstück Ecke Boben in Dörp/Kurze Straße, auf dem auch das heutige Feuerwehrhaus steht, errichtet. Unaufgeforderte Brandhilfe war in Kranenburg, Oldendorf, Estorf, Gräpel, Blumenthal, Kuhla, Bossel und Behrste zu leisten. Nach Aufforderung auch in Burweg sowie in den Orten Laumühlen, Nindorf, Ihlbeck und Klint auf der anderen Seite der Oste. Während des Zweiten Weltkriegs wurden wegen Mangels an Einsatzkräfte auch Frauen zum Feuerwehrdienst herangezogen. 1946 wurde eine Tragkraftspritze (TS 8) der österreichischen Firma Rosenbauer angeschafft und 1948 durch ein Einsatzfahrzeug der Firma Ford ergänzt. 1948 wurde auch die Sirene auf der Dorfschmiede eingerichtet, die heute aus der Feuerleitzentrale in Wiepenkathen ferngesteuert wird. 1957 wurde das Feuerwehrfahrzeug durch ein VW-Modell ersetzt. 1960 wurde wegen der mittlerweile beengten Verhältnisse im alten Feuerwehrhaus mit dem Bau eines neuen Mehrzweckbaus begonnen, das neben Feuerwehrräumen eine Gemeindestube und ein Kalthaus umfasste und das heute auch den Jugendraum beherbergt. Bei der feierlichen Einweihung am 30. April 1960 waren 25 Löschfahrzeuge und über 350 Feuerwehrkameraden aus den drei umliegenden Kreisen sowie zahlreiche Bürger des Dorfes anwesend. 1972 wurde das Einsatzfahrzeug bei einem Unfall zerstört. Es konnte aber rasch ein neues Tragkraftspritzenfahrzeug TSF angeschafft werden. Zum fünfundsiebzigsten Jubiläum wurde auch eine Standarte angeschafft.

#### Schützenverein
Der Schützenverein wurde im März 1935 mit 45 Mitgliedern aus dem Kriegerverein heraus ausgegründet und ein Schießstand wurde errichtet. Durch den Zweiten Weltkrieg ruhte das Vereinsleben von 1943 bis 1951. Dann wurde der Verein mit 56 Mitgliedern neugegründet. Am 20. Juli 1974 wurde auch eine Damenabteilung des Schützenvereins mit zunächst 21 Mitgliedern gegründet. Der Schützenverein zählt heute mit über 200 Mitgliedern und zahlreichen Veranstaltungen das Jahr über, wie dem zweitägigen Schützenfest jährlich am dritten Juli-Wochenende, zu den wichtigsten Pfeilern des dörflichen Gemeinschaftslebens. An beiden Tagen wird ein Festumzug durchs Dorf veranstaltet, wobei am Sonnabend die Schützenmajestätinnen (Königin und Kinderkönigin) des Vorjahres von zu Hause abgeholt werden und am Sonntag unter Teilnahme von auswärtigen Schützenabordnungen die neuen Schützenmajestäten (König und Kinderkönig).

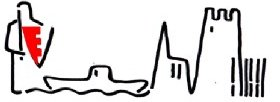
Logo Fährverein Brobergen

#### Fähr- und Geschichtsverein

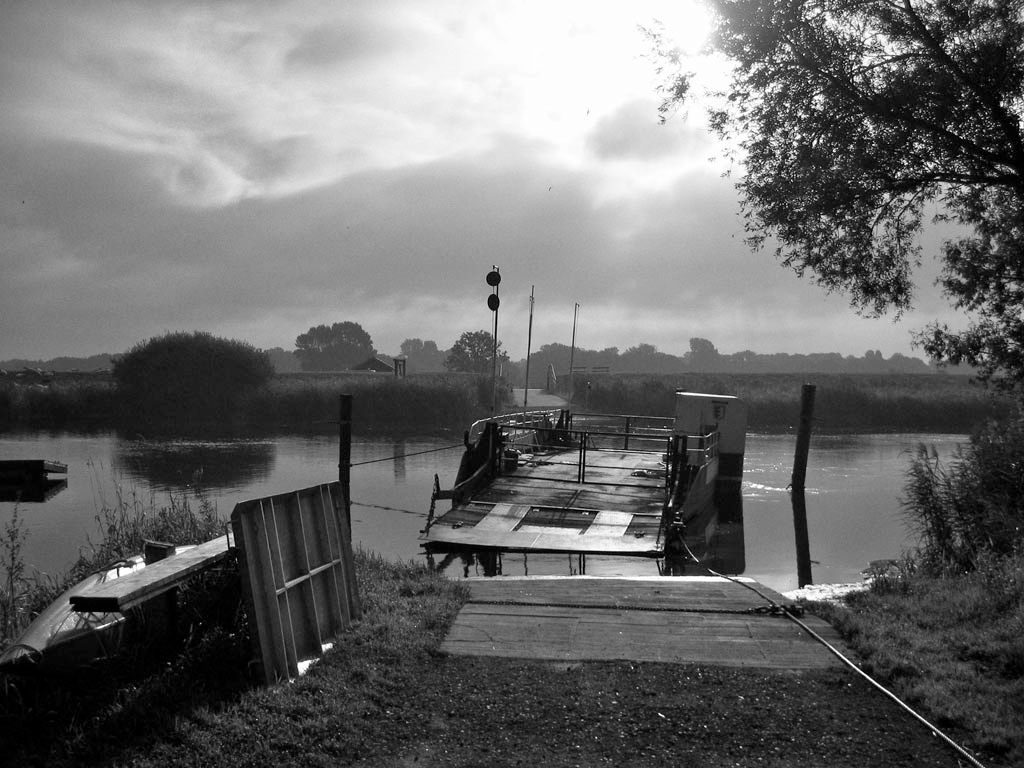
Fähre Brobergen

Der „Fähr- und Geschichtsverein Brobergen und Umgebung e. V.“ gründete sich 2007 um die Fährstelle vor einer geplanten Ausdeichung zu bewahren. 2008 übernahm der Verein die Fähre und die dazugehörige Gaststätte „Fährkrug“ als Pächter vom bisherigen Eigentümer, einem Verband von Landwirten. Die Fährstelle war im Mittelalter Sitz eines adeligen Rittergeschlechts und so finden sich im Boden noch Überreste der mittelalterlich Burg, die der Verein archäologisch untersuchen ließ. Die Funde machten die hohe Bedeutung dieser Anlage bewusst und so konnte nach Gesprächen mit den verantwortlichen Planungsbehörden eine Komplettausdeichung verhindert werden.
Ziel des Fähr- und Geschichtsverein Brobergen und Umgebung ist die Erhaltung und Förderung des Fährwesens in der Samtgemeinde Oldendorf, insbesondere des maritimen Denkmals Fährstelle Brobergen mit dem historischen und denkmalgeschützten Fährprahm. Aber auch die enge Zusammenarbeit mit der Fährstelle in Gräpel ist Teil der Arbeit. Aufgabe des Vereins ist die Stärkung beider Standorte.
Außerdem möchte der Verein die ehemalige Bedeutung der historischen Fährstelle Brobergen weiter erforschen und für die Öffentlichkeit dokumentieren. Hier stand einst im Mittelalter die Burg „derer zu Brobergen“, die größte Burg der Tide-Oste, mit Burgturm, Kapelle, Zugbrücke und Rolandfigur. Die Aufstellung einer nachgebildeten Rolandfigur fand am 16. September 2007 statt.
Die aktuelle Mitgliederzahl beträgt 218 Personen. (Stand: 1. Mai 2020)

#### Kriegerverein
Der Kriegerverein wurde am 30. Januar 1898 von neun Kriegsveteranen gegründet. Zweck des Vereins war vornehmlich Hilfe und Trost bei Hinterbliebenen zu leisten. Im Jahre 1906 wurde für 275 Mark eine Fahne für den Verein angeschafft und mit einem Fahnenweihfest und Umzug eingeweiht. Das 25-jährige Fahnenjubiläum wurde noch festlich begangen, danach aber ruhte das Vereinsleben weitgehend. Erst am 24. Februar 1957 wurde der Verein neugegründet. Während zuerst noch ein geschworener Soldateneid Aufnahmebedingung war, wurde dies 1972 soweit liberalisiert, dass jeder Mann über 18 Jahren Mitglied werden konnte. Im September 1998 wurde ein großer Festakt zum 100-jährigen Jubiläum begangen.

#### Sportverein
Der in den 1920er Jahren erstmals gegründete Sportverein Brobergen ist vor allem durch längere Ruhezeiten geprägt. Während des Zweiten Weltkriegs ruhte das Vereinsleben erstmals. Aktiven Zeiten nach dem Krieg bis 1950 und ab 1966 wurden von längeren Ruhephasen auf Grund mangelnder Aktivenzahlen unterbrochen. 1990 wurde eine Auflösung wegen Inaktivität zwar von der Hauptversammlung abgelehnt, aber der Verein ruht seitdem wieder. Die Spieler Brobergens im dominierenden Fußball spielen heute vornehmlich im FC Eintracht Oste, zu dem auch die Orte Kranenburg, Gräpel und Estorf gehören.

### Brauchtum
Zum Brauchtum gehört unter anderem das Neujahrswünschen, bei dem die Kinder von Haus zu Haus ziehen, um ein frohes neues Jahres zu wünschen und als Dank Süßigkeiten erhalten, während die Erwachsenen auf ihrer Tour Grog und ähnliches zu sich nehmen. Dann das Osterfeuer, das am Ostersonntag entzündet wird, und schließlich das Maibaumpflanzen zu Pfingsten, bei dem die jungen Männer in der Nacht zu Pfingstsonntag vor den Häusern der unverheirateten Frauen sowie bei einigen ausgewählten anderen Personen tags zuvor frisch gefällte Birken aufstellen.

### Tracht
Die Broberger Tracht weist große Ähnlichkeiten mit den Trachten der meisten anderen Orte in der Umgebung auf. Es gab verschiedene Formen der Tracht für den Alltag, für den Sonntag, für höhere Festtage sowie eine Trauer- bzw. Halbtrauervariante.
Die Tracht der Männer ist im Gegensatz zu der der Frauen sehr einfach gehalten. Sie trugen blau gestreifte Flanellhemden und Hosen, im Sommer luftige Hosen aus ungefärbtem Leinenstoff. Die Sonntagsvariante bestand aus einer längeren Jacke und Hosen aus dunklem Stoff, unter der Jacke ein weißes Leinenhemd und eine dunkle hochgeschlossene Jacke, deren Knöpfe mit dunklem Stoff bespannt waren. Die Hauben oder Mützen wurden mit unter dem Kinn zusammengebundenen Bändern gehalten. Sie wurden allerdings erst nach der Konfirmation getragen.
Die Alltagstracht bestand aus einer grauen Jacke mit dreiviertellangen Ärmeln, einen schlichten Rock und einer gestreiften Schürze.
Die Sonntagstracht wurde zum Gottesdienst und zu Besuchen getragen. Zu ihr wurde eine schwarze Schürze aus Satinstoff, hinter der sich meist die mit einem Band um die Hüfte gebundene Geldbörse aus Stoff befand, getragen. Der Mützenspiegel war mit einer Silberlitze geschmückt.
Die Trauertracht hat eine schwarze Litze am Mützenspiegel. Die Halbtrauertracht wurde nach dem Ende der einjährigen Trauerzeit im Übergang zur normalen Kleidung getragen.
Die Tracht war bis Anfang des 20. Jahrhunderts noch allgegenwärtig. Danach nahm ihr Gebrauch rasch ab, so dass sie in den 1950er Jahren nur noch vereinzelt getragen wurde. Heute wird sie nicht mehr getragen.

### Bauwerke

#### Kriegerdenkmal

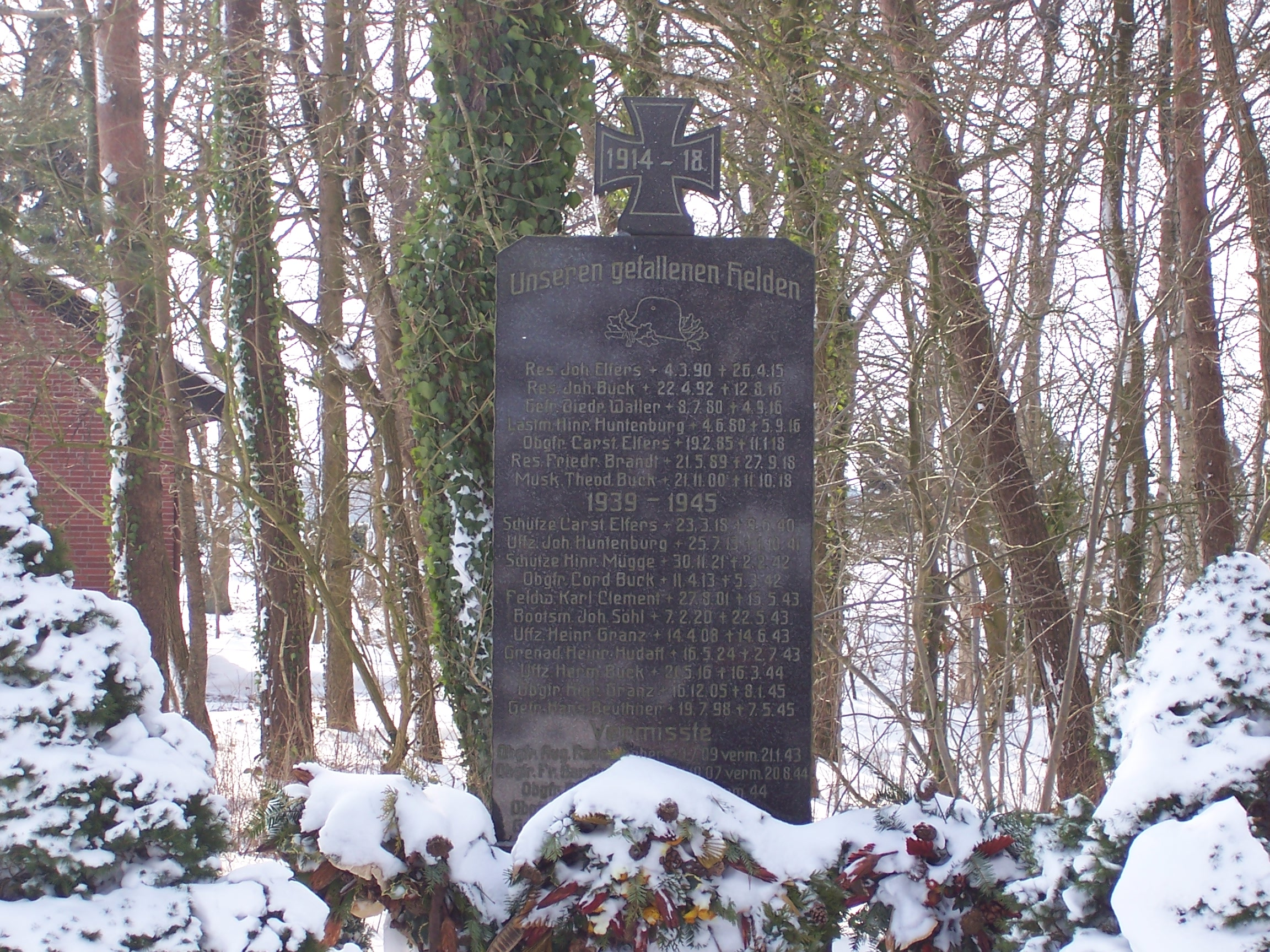
Das Kriegerdenkmal

Am Ortsausgang Richtung Oldendorf in der Nähe des Friedhofs befindet sich das Kriegerdenkmal, das den sieben Gefallenen des Ersten Weltkrieges gewidmet wurde; es wurde 1921 auf Initiative des Kriegervereins errichtet. Der Festpredigt des Oldendorfer Pastors Hittmeyer wohnte auch der Stader Oberstleutnant von Lahnstein bei. Nach dem Zweiten Weltkrieg wurden auch die Namen der 17 im letzten Krieg Gefallenen auf dem Denkmal verewigt.
Ein erneuertes Denkmal wurde nach dem Zweiten Weltkrieg am 28. September 1952 mit einer Festpredigt Pastor Bergens eingeweiht.

#### Dorfgemeinschaftshaus
Das Broberger Dorfgemeinschaftshaus mit einer Nutzfläche von 255 m² wurde zwischen September 1988 und Juni 1989 beim Schießstand des Schützenvereins hinter der alten Gaststätte errichtet.

## Wirtschaft und Infrastruktur

### Verkehr

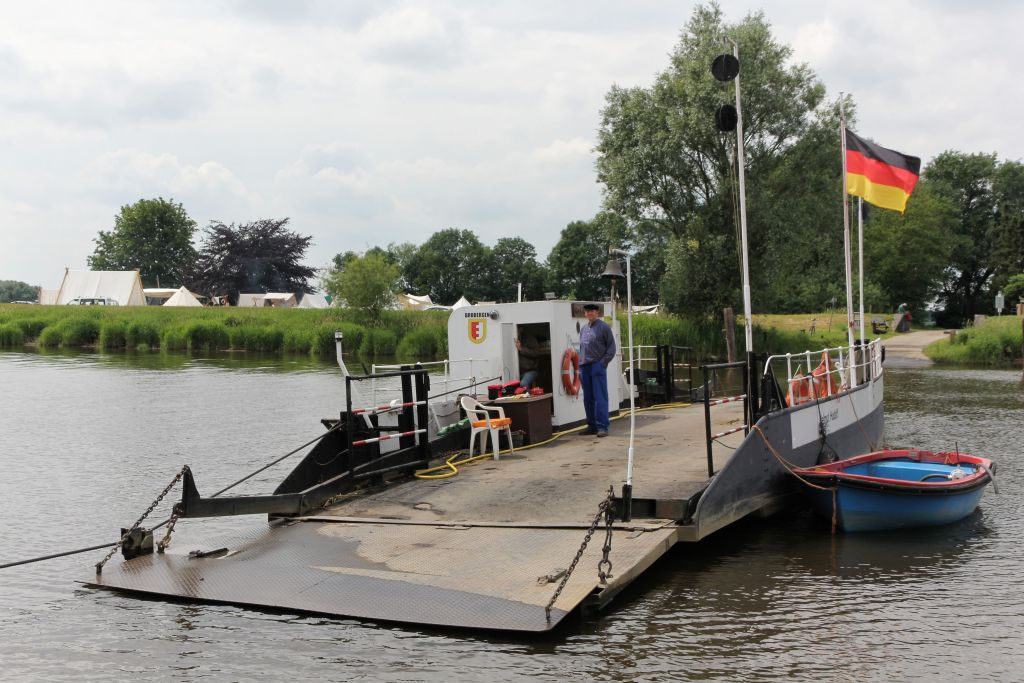
Prahmfähre über die Oste in Brobergen

Brobergen ist über die K 82 mit Gräpel und Kranenburg verbunden. Diese bietet Anschluss an die B 73 bei Burweg und an die B 74 bei Elm, die nach Bremervörde weiterführt. Nach Oldendorf geht die K 78, die nach Himmelpforten weiterführt und mit dem dortigen Anschluss an die B 73 die wichtigste Verkehrsverbindung nach Stade und Hamburg bildet.
Durch die natürliche Barriere, die die Oste bildet und die durch die Fähre nur schlecht bzw. während des Winters gar nicht überwunden werden kann, läuft der verkehrliche Kontakt mit den Gebieten westlich der Oste vornehmlich über die Brücken bei Hechthausen und Bremervörde.
Der Pendlerverkehr nach Hamburg läuft teilweise über die Niederelbebahn am Bahnhof in Himmelpforten.

### Bildung
Heute bestehen in Brobergen keine Bildungseinrichtungen mehr. Die Kinder im Kindergartenalter können den Spielkreis in Kranenburg besuchen. Im Weiteren besuchen die Kinder in der Regel die Grundschule in Estorf und schließlich die Haupt- oder Realschule in Oldendorf bzw. das Vincent-Lübeck-Gymnasium in Stade oder das Gymnasium Bremervörde.
Eine Volksschule ist spätestens ab 1797 nachgewiesen, aber wahrscheinlich noch einiges älter. 1845, in dem Jahre, in dem die Broberger Schulchronik einsetzt, hatte die Schule 45 Schüler. Diese Zahl stieg bis 1914 auf 63 Schüler. Die Schule bestand bis zum 1. Dezember 1966.

### Wirtschaft
Wirtschaft besteht heute in Brobergen kaum mehr. Neben etwa einem halben Dutzend landwirtschaftlichen Vollerwerbsbetrieben in Familienbesitz bestehen einige landwirtschaftliche Nebenerwerbsbetriebe sowie ein Betrieb für Kältetechnik und die Gastwirtschaft auf dem Höben. Das einzige Geschäft geführt von Familie Plate musste in den 2000er Jahren aus Altersgründen wie aus Gründen der Rentabilität aufgeben.
Östlich des Ortes befindet sich zudem ein Windpark mit vier Windrädern. Informationen zum politischen Streit, den dieser auslöste, finden sich beim Gemeindeartikel im Abschnitt Politik.
Seit 2002 befindet sich in der Schulstraße 6 eine kleine Galerie. Neben Bildern verschiedener Künstler bietet „Kunst & Dekoratives Scheefeld“ Dekorationsartikel und Figuren an.

## Persönlichkeiten
Brobergen ist der Wohnort des Comiczeichners Dieter Kalenbach. Der Aachener Medizinprofessor Volker Schumpelick unterhielt einen Zweitwohnsitz in Brobergen. Der mehrfache Weltmeister im Casting, Klaus Rieckmann, lebt ebenfalls im Ort.